# Tour der British Lions nach Südafrika 1955
| Tour der British Lions nach Südafrika 1955 | Tour der British Lions nach Südafrika 1955 | Tour der British Lions nach Südafrika 1955 | Tour der British Lions nach Südafrika 1955 | Tour der British Lions nach Südafrika 1955 |
| Übersicht                                  | S                                          | G                                          | U                                          | N                                          |
| ------------------------------------------ | ------------------------------------------ | ------------------------------------------ | ------------------------------------------ | ------------------------------------------ |
| Test Matches                               | 04                                         | 02                                         | 0                                          | 2                                          |
| Sonstige Spiele                            | 21                                         | 17                                         | 1                                          | 3                                          |
| Gesamt                                     | 25                                         | 19                                         | 1                                          | 5                                          |
|                                            |                                            |                                            |                                            |                                            |
| Südafrika                                  | 04                                         | 02                                         | 0                                          | 2                                          |

Die Tour der British Lions nach Südafrika 1955 war eine Rugby-Union-Tour der als British Lions bezeichneten Auswahlmannschaft (heute British and Irish Lions). Sie reiste von Juni bis September 1955 durch Südafrika und bestritt während dieser Zeit 25 Spiele, darunter vier Test Matches gegen die südafrikanische Nationalmannschaft. Von den 21 Spielen gegen regionale Auswahlteam gewannen die Lions 17, dazu kamen ein Unentschieden und drei Niederlagen. Zu diesen Spielen gehörten Begegnungen mit den Auswahlteams von Rhodesien, Namibia und (auf der Rückreise) Ostafrika. Mit je zwei Siegen und Niederlagen gegen die Springboks ging die vier Spiele umfassende Test-Match-Serie unentschieden aus, was als beachtlicher Erfolg gewertet wurde.

## Spielplan
- Hintergrundfarbe grün = Sieg
- Hintergrundfarbe gelb = Unentschieden
- Hintergrundfarbe rot = Niederlage

(Test Matches sind grau unterlegt; Ergebnisse aus der Sicht der Lions)
| #  | Datum              | Gegner                        | Ort            | Stadion                  | Ergebnis |
| -- | ------------------ | ----------------------------- | -------------- | ------------------------ | -------- |
| 01 | 22. Juni 1955      | Western Transvaal             | Potchefstroom  | Olën Park                | 6:9      |
| 02 | 25. Juni 1955      | Griqualand West               | Kimberley      | De Beers Stadium         | 24:14    |
| 03 | 29. Juni 1955      | Northern Universities         | Johannesburg   | Ellis Park Stadium       | 32:6     |
| 04 | 02. Juli 1955      | Orange Free State             | Kroonstad      | Loubser Park             | 31:3     |
| 05 | 05. Juli 1955      | Südwestafrika                 | Windhoek       | South West Stadium       | 6:0      |
| 06 | 09. Juli 1955      | Western Province              | Kapstadt       | Newlands Stadium         | 11:3     |
| 07 | 13. Juli 1955      | South Western Districts       | George         | Recreation Ground        | 22:3     |
| 08 | 16. Juli 1955      | Eastern Province              | Port Elizabeth | St George’s Park         | 0:20     |
| 09 | 20. Juli 1955      | North Eastern Districts       | Aliwal North   |                          | 34:6     |
| 10 | 23. Juli 1955      | Transvaal                     | Johannesburg   | Ellis Park Stadium       | 36:13    |
| 11 | 27. Juli 1955      | Rhodesien                     | Kitwe          | Rhokana Ground           | 27:14    |
| 12 | 30. Juli 1955      | Rhodesien                     | Salisbury      | Police Ground            | 16:12    |
| 13 | 06. August 1955    | Südafrika                     | Johannesburg   | Ellis Park Stadium       | 23:22    |
| 14 | 10. August 1955    | Central Universities          | Durban         | Kingsmead Cricket Ground | 21:14    |
| 15 | 13. August 1955    | Boland                        | Wellington     |                          | 11:0     |
| 16 | 16. August 1955    | Western Province Universities | Kapstadt       | Newlands Stadium         | 20:17    |
| 17 | 20. August 1955    | Südafrika                     | Kapstadt       | Newlands Stadium         | 9:25     |
| 18 | 24. August 1955    | Eastern Transvaal             | Springs        | PAM Brink Stadium        | 17:17    |
| 19 | 27. August 1955    | Northern Transvaal            | Pretoria       | Loftus Versfeld Stadium  | 14:11    |
| 20 | 03. September 1955 | Südafrika                     | Pretoria       | Loftus Versfeld Stadium  | 9:6      |
| 21 | 10. September 1955 | Natal                         | Durban         | Kingsmead Cricket Ground | 11:8     |
| 22 | 14. September 1955 | Junior Springboks             | Bloemfontein   | Free State Stadium       | 15:12    |
| 23 | 17. September 1955 | Border                        | East London    | Border Ground            | 12:14    |
| 24 | 24. September 1955 | Südafrika                     | Port Elizabeth | St George’s Park         | 8:22     |
| 25 | 27. September 1955 | Ostafrika                     | Nairobi        | RFUEA Ground             | 39:12    |

## Test Matches
| 6. August 1955 | Südafrika                                                                                      | 22 : 23        | British Lions                                                                  | Ellis Park Stadium, Johannesburg Zuschauer: 90.000 Schiedsrichter: Ralph Burmeister (Südafrika) |
| 6. August 1955 | Versuche: Briers (2) Koch Swart Erhöhungen: van der Schyff (2) Straftritte: van der Schyff (2) | (11:8) Bericht | Versuche: Butterfield Greenwood Morgan O’Reilly Pedlow Erhöhungen: Cameron (4) | Ellis Park Stadium, Johannesburg Zuschauer: 90.000 Schiedsrichter: Ralph Burmeister (Südafrika) |

Aufstellungen:
- Südafrika: Theuns Briers, Johan Claassen, Amos du Plooy, Salty du Rand, Stephen Fry , Tommy Gentles, Chris Koch, Colin Kroon, Daan Retief, Desmond Sinclair, Josias Swart, Clive Ulyate, Jack van der Schyff, Tom van Vollenhoven, Basie van Wijk
- Lions: Jeff Butterfield, Angus Cameron, Phil Davies, Jim Greenwood, Reginald Higgins, Dickie Jeeps, Bryn Meredith, Courtenay Meredith, Cliff Morgan, Tony O’Reilly, Cecil Pedlow, Russell Robins, Robin Thompson , Billy Williams, Rhys Williams

| 20. August 1955 | Südafrika                                                                              | 25 : 9        | British Lions                                          | Newlands Stadium, Kapstadt Zuschauer: 46.000 Schiedsrichter: Michael Slabber (Südafrika) |
| 20. August 1955 | Versuche: Ackermann Briers Dryburgh Rosenberg van Vollenhoven Erhöhungen: Dryburgh (2) | (3:3) Bericht | Versuche: Butterfield B. Meredith Straftritte: Cameron | Newlands Stadium, Kapstadt Zuschauer: 46.000 Schiedsrichter: Michael Slabber (Südafrika) |

Aufstellungen:
- Südafrika: Dawie Ackermann, Jaap Bekker, Theuns Briers, Johan Claassen, Roy Dryburgh, Salty du Rand, Stephen Fry , Tommy Gentles, Chris Koch, Daan Retief, Wilfred Rosenberg, Desmond Sinclair, Clive Ulyate, Albertus van der Merwe, Tom van Vollenhoven
- Lions: Jeff Butterfield, Angus Cameron, Phil Davies, Jim Greenwood, Gareth Griffiths, Dickie Jeeps, Bryn Meredith, Courtenay Meredith, Cliff Morgan, Tom Reid, Tony O’Reilly, Russell Robins, Robin Thompson , Billy Williams, Rhys Williams

| 3. September 1955 | Südafrika                 | 6 : 9         | British Lions                                                  | Loftus Versfeld Stadium Zuschauer: 44.000 Schiedsrichter: Ralph Burmeister (Südafrika) |
| 3. September 1955 | Straftritte: Dryburgh (2) | (0:3) Bericht | Versuche: Butterfield Erhöhungen: Baker Dropgoals: Butterfield | Loftus Versfeld Stadium Zuschauer: 44.000 Schiedsrichter: Ralph Burmeister (Südafrika) |

Aufstellungen:
- Südafrika: Dawie Ackermann, Jaap Bekker, Theuns Briers, Johan Claassen, Roy Dryburgh, Salty du Rand, Stephen Fry , Chris Koch, Butch Lochner, Wilfred Rosenberg, Desmond Sinclair, Coenraad Strydom, Clive Ulyate, Albertus van der Merwe, Tom van Vollenhoven
- Lions: Douglas Baker, Jeff Butterfield, Phil Davies, Jim Greenwood, Gareth Griffiths, Dickie Jeeps, Bryn Meredith, Courtenay Meredith, Tony O’Reilly, Cliff Morgan , Tom Reid, Russell Robins, Clem Thomas, Billy Williams, Rhys Williams

| 24. September 1955 | Südafrika                                                                                 | 22 : 8        | British Lions                                   | St George’s Park, Port Elizabeth Zuschauer: 37.000 Schiedsrichter: (Südafrika) |
| 24. September 1955 | Versuche: Briers (2) Retief Ulyate van Vollenhoven Erhöhungen: Dryburgh Dropgoals: Ulyate | (3:5) Bericht | Versuche: Greenwood O’Reilly Erhöhungen: Pedlow | St George’s Park, Port Elizabeth Zuschauer: 37.000 Schiedsrichter: (Südafrika) |

Aufstellungen:
- Südafrika: Dawie Ackermann, Jaap Bekker, Theuns Briers, Johan Claassen, Roy Dryburgh, Salty du Rand, Stephen Fry , Tommy Gentles, Chris Koch, Daan Retief, Wilfred Rosenberg, Desmond Sinclair, Clive Ulyate, Albertus van der Merwe, Tom van Vollenhoven
- Lions: Douglas Baker, Jeff Butterfield, Jim Greenwood, Gareth Griffiths, Dickie Jeeps, Bryn Meredith, Courtenay Meredith, Cliff Morgan, Tony O’Reilly, Cecil Pedlow, Russell Robins, Clem Thomas, Robin Thompson , Billy Williams, Rhys Williams

## Kader

### Management
- Tourmanager: Jack Siggins
- Assistent: D. E. Davies
- Kapitän: Robin Thompson

### Spieler
| Spieler          | Position         | Mannschaft                |
| ---------------- | ---------------- | ------------------------- |
| Dickie Jeeps     | Gedrängehalb     | Northampton Saints        |
| Trevor Lloyd     | Gedrängehalb     | Maesteg RFC               |
| Douglas Baker    | Verbinder        | Old Merchant Taylors’ FC  |
| Cliff Morgan     | Verbinder        | Cardiff RFC               |
| Jeff Butterfield | Innendreiviertel | Northampton Saints        |
| Phil Davies      | Innendreiviertel | Harlequins                |
| Pat Quinn        | Innendreiviertel | New Brighton FC           |
| Alun Thomas      | Innendreiviertel | Llanelli RFC              |
| Gareth Griffiths | Außendreiviertel | Cardiff RFC               |
| Haydn Morris     | Außendreiviertel | Cardiff RFC               |
| Tony O’Reilly    | Außendreiviertel | Old Belvedere RFC         |
| Cecil Pedlow     | Außendreiviertel | Queen’s University RFC    |
| Arthur Smith     | Außendreiviertel | Cambridge University RUFC |
| Frank Sykes      | Außendreiviertel | Northampton Saints        |
| Angus Cameron    | Schlussmann      | Glasgow Hawks             |
| Johnny Williams  | Schlussmann      | Old Millhillians          |

| Spieler           | Position             | Mannschaft              |
| ----------------- | -------------------- | ----------------------- |
| Bryn Meredith     | Hakler               | Newport RFC             |
| Robin Roe         | Hakler               | Lansdowne Football Club |
| Tom Elliot        | Pfeiler              | Gala RFC                |
| Hugh McLeod       | Pfeiler              | Hawick RFC              |
| Courtney Meredith | Pfeiler              | Neath RFC               |
| Billy Williams    | Pfeiler              | Swansea RFC             |
| Ernest Michie     | Zweite-Reihe-Stürmer | Aberdeen University RFC |
| Tom Reid          | Zweite-Reihe-Stürmer | Garryowen Football Club |
| Robin Thompson    | Zweite-Reihe-Stürmer | Instonians              |
| Rhys Williams     | Zweite-Reihe-Stürmer | Llanelli RFC            |
| Reginald Higgins  | Flügelstürmer        | Liverpool St Helens FC  |
| Clem Thomas       | Flügelstürmer        | Swansea RFC             |
| Dyson Wilson      | Flügelstürmer        | Metropolitan Police     |
| Jim Greenwood     | Nummer Acht          | Dunfermline RFC         |
| Russell Robins    | Nummer Acht          | Pontypridd RFC          |